# Dekanat siergijewoposadzki
Dekanat siergijewoposadzki – jeden z 48 dekanatów eparchii moskiewskiej obwodowej Rosyjskiego Kościoła Prawosławnego. Obejmuje cerkwie położone w rejonie siergijewoposadzkim obwodu moskiewskiego. Funkcjonuje w nim dziewięć cerkwi parafialnych miejskich, trzydzieści sześć cerkwi parafialnych wiejskich, siedem cerkwi filialnych, cerkiew domowa, cerkiew wojskowa, dwie cerkwie-baptysteria, dwa pomieszczenia modlitewne i czternaście kaplic.
Funkcję dziekana pełni ks. Aleksandr Kolesnikow.

## Cerkwie w dekanacie[1]
- cerkiew Świętych Joachima i Anny w Akimannach
- cerkiew Achtyrskiej Ikony Matki Bożej w Achtyrce

cerkiew Obrazu Zbawiciela Nie Ludzką Ręką Uczynionego w Achtyrce
kaplica Świętych Nowomęczenników i Wyznawców Rosyjskich
- cerkiew św. Łazarza w Błagowieszczeniju
- cerkiew Narodzenia Matki Bożej w Bogorodzkim
- cerkiew św. Mikołaja w Bużaninowie

cerkiew Opieki Matki Bożej w Bużaninowie
- cerkiew św. Bazylego w Wasilewskim
- cerkiew Podwyższenia Krzyża Pańskiego w Wozdwiżenskim

kaplica chrzcielna św. Kronida (Lubimowa)
kaplica św. Pantelejmona
- cerkiew Tichwińskiej Ikony Matki Bożej w Wypukowie
- cerkiew Kazańskiej Ikony Matki Bożej w Gaginie

cerkiew Zbawiciela Wszechmiłującego w Gaginie
- cerkiew św. Mikołaja w Dierjuzinie
- cerkiew Opieki Matki Bożej w Zabołotiu

kaplica św. Eliasza
- cerkiew Zaśnięcia Matki Bożej w Zakubieżju
- cerkiew Zmartwychwstania Pańskiego w Zacharinie
- cerkiew Narodzenia Pańskiego w Iudinie
- cerkiew Spotkania Pańskiego w Konstantinowie
- cerkiew Wszystkich Świętych Ziemi Ruskiej w Krasnozawodsku

cerkiew Iwerskiej Ikony Matki Bożej w Krasnozawodsku
- cerkiew Opieki Matki Bożej w Kuczkach
- cerkiew św. Mikołaja w Malinnikach

kaplica św. Pantelejmona
- cerkiew Narodzenia Matki Bożej w Machrze
- cerkiew św. Sergiusza z Radoneża w Miergusowie
- cerkiew Narodzenia Matki Bożej w Miszutinie
- cerkiew Zaśnięcia Matki Bożej w Muchanowie

kaplica św. Serafina z Sarowa
- cerkiew św. Mikołaja w Nikulskim
- cerkiew Trójcy Świętej w Nowej Szurmie
- cerkiew św. Mikołaja w Ozierieckim
- cerkiew Objawienia Pańskiego w Parfienowie
- cerkiew Zaśnięcia Matki Bożej w Podsosinie
- cerkiew Opieki Matki Bożej w Swatkowie

cerkiew Opieki Matki Bożej w Swatkowie – filialna
- cerkiew Zaśnięcia Matki Bożej w Siergijewom Posadzie

cerkiew baptysterium Ikony Matki Bożej „Życiodajne Źródło”
pomieszczenie modlitewne Świętych Cierpiętników Carskich
pomieszczenie modlitewne św. Łukasza (Wojno-Jasienieckiego)
kaplica św. Mikołaja
- cerkiew Świętego Ducha w Siergijewom Posadzie
- cerkiew św. Olgi w Siergijewom Posadzie
- cerkiew św. Michała Archanioła w Siergijewom Posadzie

cerkiew domowa św. Marii Magdaleny w Siergijewom Posadzie
- cerkiew św. Eliasza w Siergijewom Posadzie

cerkiew baptysterium Kazańskiej Ikony Matki Bożej
kaplica św. Pantelejmona
kaplica św. Wiktora Damasceńskiego
- cerkiew św. Sergiusza z Radoneża w Siergijewom Posadzie

kaplica Ścięcia Głowy św. Jana Chrzciciela
kaplica soboru Świętych z Radoneża
kaplica cmentarna św. Mikołaja
- cerkiew Ikony Matki Bożej „Nieoczekiwana Radość” w Skoropuskowskim
- cerkiew św. Jana Teologa w Słotinie

cerkiew Ikony Matki Bożej „Wszystkich Strapionych Radość” w Słotinie
kaplica św. Jana Chrzciciela
- cerkiew Obrazu Zbawiciela Nie Ludzką Ręką Uczynionego w Spasie-Torbiejewie
- cerkiew Tichwińskiej Ikony Matki Bożej w Titowskim
- cerkiew Kazańskiej Ikony Matki Bożej w Chomiakowie
- cerkiew św. Aleksego Człowieka Bożego w Chot´kowie

cerkiew św. Pantelejmona w Chot´kowie
kaplica św. Pantelejmona
- cerkiew św. Serafina z Sarowa w Chot´kowie
- cerkiew Odnowienia Świątyni Zmartwychwstania Pańskiego w Jerozolimie w Chriebtowie
- cerkiew św. Michała Archanioła w Szarapowie

cerkiew św. Mikołaja w Szarapowie – wojskowa
- cerkiew Kazańskiej Ikony Matki Bożej w Szemietowie
- cerkiew św. Dymitra Sołuńskiego w Jakowlewie